# ユ・フェスン
ユ・フェスン（朝: 유회승）（1995年2月28日 - ）は、韓国の歌手。ロック・バンドN.Flyingのボーカル担当。 2017年に韓国のオーディション番組「PRODUCE101シーズン2 」に参加し、その後N.Flyingに合流した。

## 略歴
20歳で軍隊に入隊。2019年8月19日放送のKBS 2TV「不朽の名曲」に出演した際に「本当に仲の良い友達とゲームをしていきなり住民登録番号や暗証番号を聞かれた。ただ、教えただけなのに入隊の手続きとなり、そのまま入隊した」と語った。入隊中はAOAのファンで、写真をロッカーに貼ったりしていた。
2018年7月3日放送のEBS「HOTチョディン（小学生）探求生活」に出演し、「歌手になることに対して、両親の反対が激しかった」と過去を告白した。理由としては学生時代、体重が115キロあったユ・フェスンは、両親から「あなたのその顔では難しい」と言われたとのこと。（その後、45ｋｇのダイエットに成功した）
2017年4月にMnetで放送された韓国のオーディション番組「PRODUCE101シーズン2」に出演(最終順位は39位で2次評価で脱落した)。その後、2017年6月19日にN.Flyingの新メンバー（ボーカル）としての加入が公式ファンカフェを通じて発表された。
「PRODUCE101シーズン2」に参加した時について、所属事務所で基本技を習い始めた頃に「プロデュース101」シーズン2に参加すると決まり、「PICK ME」のステージ練習で同じ番組参加者だったユ・ギョンモク、パク・ヒソク、クォン・ヒョプがダンスを教えてくれたとのこと。また現在も元Wanna One、元JBJのメンバーなど、当時の番組で共演した仲間と連絡を取っていると語っている。
N.Flyingとしての活動以外にも、イ・ジュンギ主演ドラマ「クリミナル・マインド」のOSTに参加するなど、ソロ活動も行っている。

## ディスコグラフィ

### シングル
- Another Day(2017年9月28日) -　クリミナルマインド OST
- 愛した（Still love you）（2018年4月8日) -　イ・ホンギとデュエット[9]。
- 期待（2018）

### 参加作品
- お前が私なら（2018年）　化有機 OST、ジミン、ユナ）
- Still love you（2018年）　Lee Hong Gi, Yoo Hwe Seung　（FTISLANDホンギ & N.Flyingフェスン）